# Тапакуло довгохвостий
Тапакуло довгохвостий (Myornis senilis) — вид горобцеподібних птахів родини галітових (Rhinocryptidae).

## Поширення
Вид поширений у східних і центральних Андах Колумбії, Еквадору та Перу. Мешкає у підліску та узліссях вологих високогірних лісів, переважно на висоті 2300-3500 м над рівнем моря.

## Опис
Дрібний птах, завдовжки 14-14,5 см. Його хвіст порівняно довший, ніж в інших видів родини. Він попелясто-сірий, знизу трохи блідий і трохи коричневий на нижніх боках.